# Orta Deresyn (stacja kolejowa)
Orta Deresyn (kaz. Орта Дересін, ros. Орта Дересин) – stacja kolejowa w miejscowości Orta Deresyn, w rejonie Aktogaj, w obwodzie karagandyjskim, w Kazachstanie. Położona jest na linii Mojynty – Aktogaj, na trasie Nowego Jedwabnego Szlaku.